# Fernand Carton
Fernand Emile Henri Carton (* 4. September 1921 in Roubaix, Département Nord; † 16. November 2019 in Malzéville, Département Meurthe-et-Moselle) war ein französischer Linguist, Phonetiker und Dialektologe.

## Leben und Werk
Fernand Carton war ab 1939 Volksschullehrer in Roubaix und von 1950 bis 1956 Gymnasiallehrer in Algerien. 1954 erwarb er an der Universität Lille ein Doctorat de 3e cycle mit einer Arbeit über den pikardischen Chansonnier François Cottignies (1678–1740). Er bestand 1958 die Agrégation im Fach Grammaire. Von 1956 bis 1962 war er Lehrer am Lycée Gambetta in Tourcoing, dessen Schüler er von 1926 bis 1939 gewesen war.
An der Universität Nancy II begründete er 1963 ein Labor für experimentelle Phonetik, schuf ein Orthophoniestudium und gründete 1969 das Institut für Phonetik. Er habilitierte sich 1971 bei Georges Straka an der Universität Straßburg mit einer phonetischen Arbeit über die Volkssprache der Region Lille und wurde Professor für Sprachgeschichte und Phonetik an der Universität Nancy II sowie von 1976 bis 1981 deren Präsident.
2017 vermachte er der Stadtbibliothek von Tourcoing (Médiathèque André Malraux) seinen Vorlass, der aus Handschriften besteht, die vornehmlich den örtlichen Dialekt betreffen.

## Werke (Auswahl)
- Introduction à la phonétique du français. Paris 1974, 1979, 1994.
- (mit anderen) Les Accents des francais. Hachette, Paris 1983.
- (mit Denise Poulet) Dictionnaire du français régional du Nord/Pas-de-Calais. Bonneton, Paris 1991.
  - (späterer Titel) Le parler du Nord-Pas-de-Calais. Dictionnaire du français régional. 2003, 2006.
- (mit Denise Poulet) Expressions et dictons du Nord Pas-de-Calais. Bonneton, Paris 2004, 2015.
- (mit Maurice Lebègue) Atlas linguistique et ethnographique picard. 2 Bde. 1989–1998.
  - Index de l’Atlas linguistique et ethnographique picard. 2 Bde. 2004–2010.
- (Hrsg.) Jacques Decottignies: Vers naïfs, pasquilles et chansons en vrai patois de Lille. Champion, Paris 2003.
- La littérature picarde aux siècles classiques (17e et 18e siècles). Amiens 2007.